# Puerto El Carmen de Putumayo
Puerto El Carmen de Putumayo es una ciudad ecuatoriana localizada en la Provincia de Sucumbíos, es la cabecera cantonal del cantón Putumayo. Fronteriza con el corregimiento colombiano de Puerto Ospina.

## Geografía
Es conocida en el Ecuador como la ciudad más remota conectada por carretera, pues la ciudad está a 188 km de Nueva Loja (Lago Agrio) y su distancia entre Puerto El Carmen a Macará en la Provincia de Loja es de 1.197 km, la distancia más grande entre dos ciudades ecuatorianas. Otra gran distancia entre esta ciudad a Zumba en la provincia de Zamora-Chinchipe es de 1.169 km, siendo esta última la segunda distancia más grande del Ecuador. La Transversal Fronteriza E10 culmina su trayecto en esta ciudad desde San Lorenzo, Esmeraldas.
Puerto El Carmen de Putumayo es cabecera cantonal del cantón Putumayo y según el censo 2010 se contó 2197 habitantes viviendo en la cabecera del cantón. 

## Historia
El nombre del cantón rinde homenaje al río Putumayo, en tanto que el nombre de la ciudad es en honor a la patrona de la ciudad Virgen de El Carmen. En años atrás la isla San Miguel era únicamente punto de descanso para los padres Franciscanos, quienes transitaban por las aguas de los ríos San Miguel y Putumayo para dirigirse a la ciudad de Concepción o ir a Puerto Asís. En aquel entonces todo este sector se encontraba poblado por indígenas de nacionalidad Siona, Cofán, Ingano, Guitoto, Pushima entre otros. Con el tratado Muñoz Vernaza Suárez estos territorios pasan a formar parte de la Prefectura Apostólica de San Miguel de Sucumbíos, es gracias al esfuerzo de los habitantes de aquellos tiempos que se logró el reconocimiento de Putumayo como cantón.
En 1937 se constituyó la parroquia Putumayo en la isla cercana entre la confluencia de los ríos San Miguel y Putumayo, en aquella época habitaban en el sector las familias Hidalgo Benavidez, Magno, Muñoz, Carvajal, entre otras.
En 1945 se creó la escuela fiscal Ecuador bajo las órdenes del señor Ulpiano Chamorro. Los primeros alumnos fueron Arsenio Salazar, Federico Rodríguez, Humberto Ashanga, César Magno, Gil Hidalgo. El 11 de septiembre de 1953 mediante acta se fundó el pueblo de San Miguel de Sucumbíos, bajo la dirección del señor Humberto Angulo como teniente político y el señor Neptalí Hidalgo como secretario. El 19 de septiembre de 1956 los integrantes de la misión construyeron la primera iglesia y una residencia misional.
Al cabo de varios años y considerando el crecimiento de los ríos San Miguel y Putumayo que en el invierno se desbordaba e inundaba la isla principalmente en los meses de junio y julio, se decidió reubicar el centro poblado. Este proyecto llegó a ser una realidad gracias a la ayuda económica del Dr. Velasco Ibarra, el nuevo pueblo tomó el nombre de Pueblo Nuevo y luego de Puerto el Carmen.
- Datos: Q5621361